# Thérondels
Thérondels é uma comuna francesa na região administrativa de Occitânia, no departamento de Aveyron. Estende-se por uma área de 38,47 km². Em 2010 a comuna tinha 413 habitantes (densidade: 10,7 hab./km²).